# Вілсон (округ, Техас)
Шаблон:StateAbbr_ 29°10′ пн. ш. 98°05′ зх. д. / 29.17° пн. ш. 98.09° зх. д.
Округ Вілсон (англ. Wilson County) — округ (графство) у штаті Техас, США. Ідентифікатор округу 48493.

## Історія
Округ утворений 1860 року.

## Демографія
За даними перепису 2000 року загальне населення округу становило 32408 осіб, зокрема міського населення було 5551, а сільського — 26857. Серед мешканців округу чоловіків було 16177, а жінок — 16231. В окрузі було 11038 домогосподарств, 8826 родин, які мешкали в 12110 будинках. Середній розмір родини становив 3,26.
Віковий розподіл населення поданий у таблиці:
| Стать    | До 15 років | 15-21 | 22-29 | 30-39 | 40-49 | 50-65 | 65-85 | Понад 85 |
| -------- | ----------- | ----- | ----- | ----- | ----- | ----- | ----- | -------- |
| Чоловіки | 3949        | 1776  | 1288  | 2391  | 2494  | 2619  | 1511  | 149      |
| Жінки    | 3749        | 1567  | 1279  | 2491  | 2602  | 2486  | 1704  | 353      |

## Суміжні округи
- Гвадалупе — північ
- Ґонсалес — північний схід
- Карнс — південний схід
- Атаскоса — південний захід
- Беар — північний захід

## Виноски
1. ↑  U.S. Decennial Census. United States Census Bureau. Архів оригіналу за 12 травня 2015. Процитовано 12 травня 2015.
2. ↑  Texas Almanac: Population History of Counties from 1850–2010 (PDF). Texas Almanac. Архів оригіналу (PDF) за 26 лютого 2015. Процитовано 12 травня 2015.
3. ↑  State & County QuickFacts. United States Census Bureau. Архів оригіналу за 31 грудня 2015. Процитовано 29 грудня 2013.(англ.) Наведено за англійською вікіпедією.
4. ↑  American FactFinder. Бюро перепису населення США. Архів оригіналу за 26 лютого 2012. Процитовано 31 січня 2008.

| США | Це незавершена стаття з географії США. Ви можете допомогти проєкту, виправивши або дописавши її. |